# ميخائيل إي. لونغ
ميخائيل إي. لونغ (بالإنجليزية: Michael E. Long)‏ هو مدرب كرة سلة ومدرب رياضي أمريكي، ولد في 13 أكتوبر 1946.